# Langley, Oxfordshire
Langley är en by i civil parish Leafield, i distriktet West Oxfordshire, i grevskapet Oxfordshire, i England. Byn är belägen 7 km från Witney. Langley var en civil parish 1866–1932 när blev den en del av Shipton under Wychwood. Civil parish hade 41 invånare år 1931.